# Мартьяниха (Псковская область)
Мартьяниха — деревня в Великолукском районе Псковской области России. Входит в состав сельского поселения «Шелковская волость».
Расположена в центре волости, в 21 км по дорогам или в 7 км к востоку от границы райцентра Великие Луки. В 2,5 км к юго-востоку находится деревня Заболотье.

## Население
Численность населения деревни по состоянию на 2000 год составляла 35 жителей, на 2010 год — 28 жителей.